# Paromomicina
Sulfato de paromomicina, aminosidina ou monomicina é um antibiótico da classe dos aminoglicosídeos. Foi isolado pela primeira vez de Streptomyces krestomuceticus em 1950.

## Mecanismo de ação
Inibição da síntese proteica das bactérias, por ligação ao fragmento 30S dos ribossomos. Pode possuir efeito amebicida na luz intestinal.